# Giro di Romagna 1989
Il Giro di Romagna 1989, sessantaquattresima edizione della corsa, si svolse il 23 settembre 1989 su un percorso di 234 km. La vittoria fu appannaggio dell'italiano Maximilian Sciandri, che completò il percorso in 6h04'12" oppure in 6h14'53", precedendo il connazionale Giuseppe Saronni e il danese Rolf Sørensen.

## Ordine d'arrivo (Top 10)
| Pos. | Corridore           | Squadra                   | Tempo |
| ---- | ------------------- | ------------------------- | ----- |
| 1    | Maximilian Sciandri | Titanbonifica-Benotto     | ?     |
| 2    | Giuseppe Saronni    | Malvor-Sidi               | s.t.  |
| 3    | Rolf Sørensen       | Ariostea                  | s.t.  |
| 4    | Fabiano Fontanelli  | Selca-Conti-Ciclolinea    | s.t.  |
| 5    | Roberto Pelliconi   | Polli-Mobiexpert          | s.t.  |
| 6    | Maurizio Fondriest  | Del Tongo-Mele Val di Non | s.t.  |
| 7    | Davide Cassani      | Gewiss-Bianchi            | s.t.  |
| 8    | Pierino Gavazzi     | Polli-Mobiexpert          | s.t.  |
| 9    | Marco Vitali        | Atala-Campagnolo          | s.t.  |
| 10   | Enrico Galleschi    | Pepsi Cola-Alba Cucine    | s.t.  |